# Otto Bruckner
Otto Bruckner (* 24. Jänner 1962 in Oberwart) ist ein österreichischer Politiker (PdA, früher SPÖ und KPÖ) und kommunistischer Gewerkschaftsaktivist. Er war von 1991 bis 1994 Bundessprecher der Kommunistischen Partei Österreichs. Von 2013 bis 2019 war er Vorsitzender der Partei der Arbeit Österreichs, seither ist er stellvertretender Vorsitzender.

## Leben
Bruckner wurde 1962 in einer Arbeiter- und Bauernfamilie geboren. Seine Eltern gehörten der kroatischen Volksgruppe im Burgenland an. Er machte zunächst eine Ausbildung zum Tischler und betätigte sich parallel in der ÖGJ, der SJ und der SPÖ. Er machte Karriere und wurde Vorsitzender der ÖGJ und Vorstandsmitglied der SPÖ im Südburgenland.
Bruckner knüpfte Kontakte in das kommunistische Milieu, trat aus der SJ und SPÖ aus und wurde Mitglied der KJÖ und der KPÖ (1980). Er war gewählter Fachgruppensekretär des Gewerkschaftlichen Linksblocks im ÖGB (GLB) und als Sekretär der KPÖ Niederösterreich tätig. Von 1985 bis 1989 war er Vorsitzender der Kommunistischen Jugend Österreichs KJÖ. Von 1985 bis 1991 gehörte er dem  Zentralkomitee der KPÖ an. Danach war er Mitglied des Bundesvorstandes und von 1991 bis 1994 gemeinsam mit Margitta Kaltenegger und Julius Mende Bundessprecher der Partei. 1985 gehörte er mit Georg Zanger, Alfred Gusenbauer (SJ) und Gabriel Lansky dem Komitee „Für ein demokratisches antifaschistisches Österreich“ an, welches der FPÖ-Kandidatur Otto Scrinzis als Bundespräsident entgegenwirkte.
Am 1. Jänner 2005  verließ er nach innerparteilichen Querelen die KPÖ. Von 2009 bis 2011 war er Arbeiterkammerrat der von ihm mitbegründeten Kommunistischen Gewerkschaftsinitiative International (KOMintern). Seit deren Gründung 2005 bis zur Umwandlung in eine Partei war er Vorsitzender der Kommunistischen Initiative Österreich (KI). 2013 wurde er erster Parteivorsitzender der neugegründeten Partei der Arbeit Österreichs. Er hatte den Vorsitz bis 2019 inne; ihm folgte Tibor Zenker.